# Demeterhymnen
Demeterhymnen er en af de såkaldte Homeriske hymner. Den stammer fra det 7. eller 8. århundrede f.Kr. og er en hymne til frugtbarhedsgudinden Demeter og opregner begivenhederne i forbindelse med Hades' ran af Demeters datter Kore.
Demeterhymnen er en kilde til de eleusinske mysterier.

## Referat af historien
Den unge gudinde Kore leger på blomsterenge med okeaniderne. Hades lader efter aftale med Zeus en narcissus spire for at lokke pigen til, og da hun rækker ud efter blomsten revner jorden, og Hades stiger op med sin vogn, griber pigen og trækker hende med sig ned i dødsriget. Kun Hekate og solguden Helios hører det, men inden Kore trækkes ned i underverdenen lyder hendes angstskrig, som hendes moder, Demeter, hører. Demeter leder overalt, men kan ikke finde hende. Da kommer Hekate til hende og tager hende med til Helios. Han udpeger Zeus som den skyldige, da det er ham, der har givet sin bror Hades lov til ranet.

### Demeter i Eleusis
Demeter harmes over denne uret og holder sig væk fra de andre guder på Olympen. Hun flakker forklædt som en gammel kvinde om på jorden og kommer til sidst til Eleusis. Hun sætter sig ved en brønd og falder i snak med kong Keleos' døtre. De får ondt af den gamle kvinde, og tilbyder hende at komme hjem til dem som amme for den lille prins. Demeter tager imod tilbuddet og går med dem hjem til deres mor Metaneira. Da Demeter møder Metaneira, ser han straks at der ikke er tale om en almindelig kvinde, men med bævende hjerte tilbyder hun alligevel stillingen som amme. Det siger Demeter tak til. Demeter passer nu den lille prins Demofon og synes godt om ham. Hun salver ham med ambrosia og lader ham ligge under ilden i arnestedet som en lille fakkel. Og drengen vokser sig stor og sund under gudindens kyndige behandling. Men Metaneira har ikke helt fidus til den nye amme og udspionerer hende om natten. Da hun ser at Demeter lægger drengen ned under ilden, begynder hun at skrige og vækker gudindens harme. Demeter, der havde tænkt sig at gøre den lille udødelig, afstår nu fra det, men lover dog at drengen skal leve med hæder. Keleos' døtre, der er blevet vækket af larmen, kommer løbende og forsøger at formilde gudinden. Næste dag opsøger de deres fader og han påbegynder et tempel til Demeters ære for at formilde hende.

### Misvæksten
I sin sorg lader Demeter nu kornet ligge uspiret i jorden, og der opstår hungersnød. Guderne samles nu for at løse problemet og sender Iris til at formilde Demeter. Det hjælper ikke noget, og en efter en må guderne gå til Demeter, der er ubøjelig. Da sender Zeus Hermes ned til Hades for at hente Kore, der som underverdenens dronning hedder Persefone. Hades må lystre, men giver snedigt sin dronning kernen af et granatæble. Da hun har spist den, er hun i hans magt og er nødt til at vende tilbage til ham. Moder og datter forenes, og Zeus sender Rhea med befaling om at der laves et kompromis, hvor Kore lever to tredjedele af året på jorden hos sin mor og en tredjedel som dronning i dødsriget.

### Mysteriet
Demeter drager herefter til byen Eleusis og indstifter mysteriekulten. Hymnen slutter med en lovprisning af de to gudinder, Demeter og Kore.

## Indhold
- v. 1-23 Kores bortførelse
- v. 24-37 Hekate og Helios
- v. 38-50 Demeter drager af sted
- v. 51-89 Hekate hos Helios med Demeter
- v. 90-304 Demeter i Eleusis
- v. 305-309 Misvækst
- v. 310-333 Zeus og Iris
- v. 334-437 Zeus og Hermes og genforeningen
- v. 438-440 Hekate
- v. 441-469 Zeus og Rhea
- v. 470-482 Demeter i Eleusis
- v. 483-489 Zeus, gudinderne og Plutos
- v. 490-495 De to gudinders pris.